# Présentation d'enfant
La présentation d'enfant ou consécration de bébé est un acte de consécration des enfants à Dieu pratiqué dans les églises chrétiennes évangéliques.

## Origine

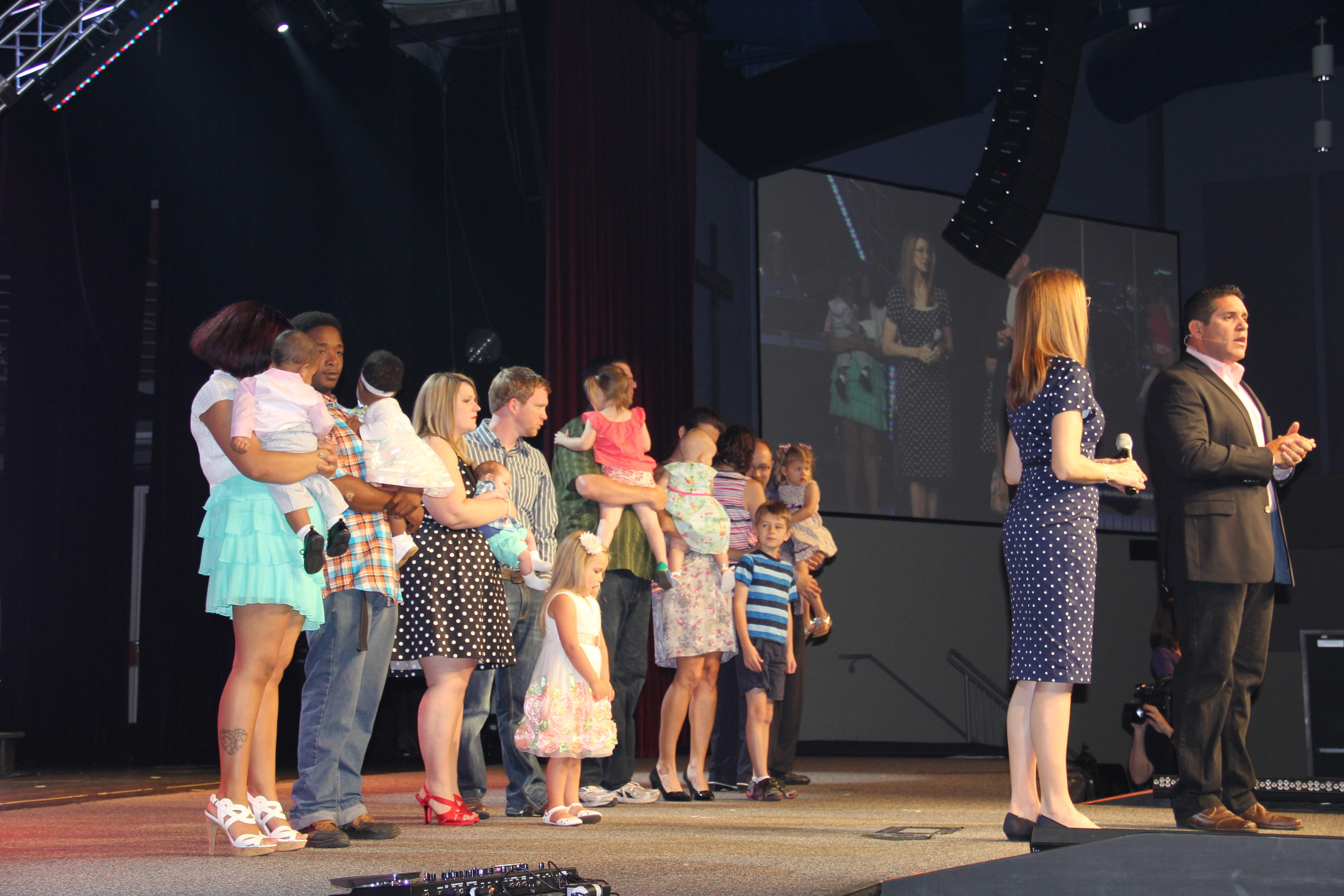
Présentation d'enfant à l’église Crossing Church, Tampa, États-Unis.

La présentation d'enfant a son origine dans le Livre de l'Exode au chapitre 13 verset 2; "Tout premier né sera consacré au Seigneur" . La bible relate quelques présentations d'enfants. Celle de Samuel, dans l'Ancien Testament par Anne , . Et surtout la présentation de Jésus au Temple dans le Nouveau Testament par Joseph et Marie . De même, Jésus avait pour habitude de bénir les enfants .

## Histoire
En 1523, le mouvement anabaptiste a enseigné que le baptême est réservé aux adultes (baptême du croyant) selon leur compréhension de la bible, et a ainsi adopté cette pratique pour les enfants. La présentation d'enfant a par la suite été adoptée par tous les mouvements évangéliques (baptisme et pentecôtisme) adhérant à la doctrine de l’Église de professants ,.

## Forme
La forme des présentations peut varier selon les églises. La cérémonie est généralement pratiquée avant ou après le service du dimanche. Quand les parents se sont avancés avec l'enfant, le pasteur présente celui-ci à l'assemblée, ou demande aux parents de le faire. Le plus souvent, le pasteur demande aux parents d'affirmer oralement leur engagement à élever l'enfant dans la foi chrétienne. Cet engagement public est suivi d'une ou plusieurs prières et d'une bénédiction prononcée par le pasteur, souvent après que celui-ci a pris l'enfant dans ses bras. La présentation a pour but de manifester la reconnaissance des parents et de l'église du don divin de la naissance et de la responsabilité des parents qui en découle.